# ETSV Lauda
Der Eisenbahner- Turn- und Sportverein 1904 Lauda e. V. (kurz ETSV Lauda) ist ein Mehrspartensportverein mit Sitz in Lauda-Königshofen im Main-Tauber-Kreis in Baden-Württemberg. Der Verein wurde 1904 gegründet und zählt zu den größten Sportvereinen der Region.

## Geschichte

### Gründung und frühe Jahre
Der ETSV Lauda wurde am 27. Februar 1904 als Turnerbund Lauda von Georg Müller und Jakob Häußler in der Gastwirtschaft Hammerschmitt gegründet. Die erste Vereinsfahne wurde 1907 geweiht. Bereits 1928 wurde die Handball-Abteilung ins Leben gerufen, ein Jahr später folgte die Frauenabteilung. 1930 überließ die Reichsbahn dem Verein eine leerstehende Wagenhalle, die als erste eigene Turnhalle genutzt wurde.

### Entwicklung im 20. Jahrhundert
Während der Weimarer Republik wurde der Verein 1928 in Reichsbahn-Turn- und Sportverein umbenannt. Die 1930er Jahre brachten dem Verein eine eigene Turnhalle, die durch die Reichsbahn zur Verfügung gestellt wurde. Der Sportbetrieb kam während des Zweiten Weltkriegs weitgehend zum Erliegen, konnte jedoch 1946 mit der Wiederaufnahme des Handballs und der Einführung des Tischtennissports rasch wiederbelebt werden. 1947 wurde die während des Krieges in die USA verschleppte Vereinsfahne durch Anneliese Ringsdorf zurück nach Lauda gebracht. 1948 erfolgte die Umbenennung in Eisenbahner-Turn- und Sportverein (ETSV) Lauda.

### Erweiterung des Sportangebots
Die 1960er und 1970er Jahre waren durch erhebliches Wachstum geprägt. 1967 wurde die Schwimmabteilung, 1968 die Leichtathletik-Abteilung und 1975 die Volleyball-Abteilung gegründet. Die Turner des ETSV nahmen regelmäßig an Deutschen Turnfesten teil und erzielten Erfolge auf Landesebene. 1996 folgte die Karate-Abteilung, die seither an nationalen und internationalen Wettkämpfen erfolgreich ist.
Ein bedeutender Meilenstein war der Erwerb der vereinseigenen Bahnhofsturnhalle im April 1997. In den Folgejahren wurde diese umfassend renoviert und modernisiert. 2003 entstand die Abteilung für Tai-Jutsu-Do.

### Jubiläen und aktuelle Entwicklung
Im Jahr 2004 feierte der ETSV Lauda sein 100-jähriges Bestehen mit einem Festakt und wurde vom Badischen Sportbund Nord für seine Verdienste ausgezeichnet. Jahr 2024 wurde das 120-jährige Bestehen ohne offizielle Feier begangen. Die Mitgliederzahl stieg bis 2025 auf 1981.

## Sportliche Abteilungen
Der ETSV Lauda besteht aus acht Abteilungen:
- Handball (seit 1928)
- Karate (seit 1996)
- Leichtathletik (seit 1968)
- Schwimmen („Tauberhaie“, seit 1967)
- Tai-Jutsu-Do (seit 2003)
- Tischtennis (seit 1946)
- Turnen (seit 1904)
- Volleyball (seit 1975)

Zusätzlich gibt es die „Jedermänner“-Gruppe, die der Turnabteilung zugeordnet ist.

## Sportstätten
Der ETSV Lauda nutzt mehrere Sportstätten:
- ETSV-Halle (vereinseigene Turnhalle)
- Städtische Sporthallen
- Hallenbad (für das Schwimmtraining im Winterhalbjahr)
- Terrassenfreibad (für das Schwimmtraining in den Sommermonaten)

## Erfolge und Veranstaltungen
Die Sportler des ETSV Lauda erzielten zahlreiche Erfolge auf regionaler und überregionaler Ebene:
- Leichtathletik: Teilnahme an Deutschen Meisterschaften, zahlreiche Landesmeistertitel[5][6][7][8]
- Schwimmen: Die „Tauberhaie“ sind regelmäßig in den Bestenlisten des Badischen Schwimm-Verbandes vertreten[9]
- Tischtennis: Mehrfache Meisterschaften und Erfolge auf Bezirks- und Verbandsebene[10]
- Karate: Erfolge auf nationalen und internationalen Turnieren[11]